# Понтий Аквила
По́нтий Акви́ла (лат. Pontius Aquila; умер 21 апреля 43 года до н. э. под Мутиной, Цизальпийская Галлия, Римская республика) — римский военачальник и политический деятель, народный трибун 45 года до н. э. Участвовал в убийстве Гая Юлия Цезаря в 44 году до н. э., погиб во время Мутинской войны, сражаясь против Марка Антония.

## Биография
Не сохранилось надёжных известий о полном имени Понтия Аквилы. Марк Туллий Цицерон, Децим Юний Брут Альбин и Август называют только когномен, Гай Азиний Поллион, Светоний, Аппиан и Дион Кассий — номен и когномен. В письмах Цицерона упоминаются Понтий и Луций Понтий, но у исследователей нет уверенности в том, что это Аквила. Наконец, в одной латинской надписи, найденной в Сутрии, упоминается понтифик Луций Понтий, сын Публия, Аквила; существует гипотеза, что речь идёт именно об Аквиле, который в этом случае мог быть родом из Сутрия.
Первые упоминания о Понтии Аквиле относятся к 45 году до н. э., когда он занимал должность народного трибуна. Учитывая его республиканские убеждения, антиковеды предполагают, что в предшествующие годы Аквила участвовал в гражданской войне на стороне Гнея Помпея Великого, а в поле зрения источников не попал только потому, что не принадлежал к кругу общения Марка Туллия Цицерона. Советский учёный Сергей Утченко даже называет его «видным помпеянцем».
В качестве народного трибуна Аквила продемонстрировал свою приверженность республиканским традициям. Согласно Светонию, когда диктатор Гай Юлий Цезарь во время своего триумфа проезжал мимо трибунской скамьи на форуме, Понтий не встал, чтобы его поприветствовать. Цезарь воскликнул в негодовании: «Не вернуть ли тебе и республику, Аквила, народный трибун?» (Repete ergo a me Aquila rem publicam tribunus). «И ещё много дней, давая кому-нибудь какое-нибудь обещание, он непременно оговаривал: „Если Понтию Аквиле это будет благоугодно“» (Si tamen per Pontium Aquilam licuerit). По мнению немецкого антиковеда Рудольфа Ханслика, диктатор отреагировал на демарш Понтия так обострённо потому, что увидел в трибуне принципиального оппозиционера.
Аппиан и Дион Кассий называют Аквилу в числе заговорщиков, которые 15 марта 44 года до н. э. закололи Цезаря во время заседания сената. В начале 43 года до н. э., когда цезарианец Марк Антоний выступил против республиканца Децима Юния Брута Альбина, управлявшего тогда Цизальпийской Галлией, и начал таким образом Мутинскую войну, Понтий в качестве легата выступил на стороне Брута. Действуя во главе отдельного отряда, он взял в конце января город Клатерна, потом разбил при Полленции Тита Мунация Планка Бурсу (легата Антония). В апреле Аквила двинулся на помощь Мутине, в которой Антоний осадил Брута. 21 апреля, объединив свои силы с консулом Авлом Гирцием и пропретором Октавианом, он попытался прорваться в город; врагу пришлось отступить, но Аквила погиб в схватке вместе с Гирцием.
В Риме Понтий удостоился по инициативе Цицерона высших посмертных почестей — торжественных похорон за счёт государства и установки статуй в публичных местах.